# Radechon
Radechon (gr. echo - zatrzymywać) – jeden z rodzajów lamp pamięciowych.
Pozwala na zapisanie cyfrowego sygnału elektrycznego (w postaci sygnału 1-dodatniego, 0-ujemnego) w celu ich późniejszego odczytu. Pojemność lamp wynosiła ok. 5 kilobajtów, stosowane były jako pamięci RAM w maszynach cyfrowych.
Składały się z pojedynczej lampy z jedną wyrzutnią elektronów.